# سونی اریکسون کی۸۱۰
سونی اریکسون کا۸۱۰ (به انگلیسی: Sony Ericsson K810i) یک مدل از تلفن‌های همراه شرکت سونی اریکسون است که در سال ۲۰۰۷ به بازار آمد.